# فرودگاه اکیتا
فرودگاه اکیتا (به انگلیسی: Akita Airport) یک فرودگاه همگانی با کد یاتا AXT است که یک باند فرود آسفالت و بتن دارد و طول باند آن ۲۵۰۰ متر است. این فرودگاه در شهر آکیتا کشور ژاپن قرار دارد و در ارتفاع ۹۳ متری از سطح دریا واقع شده‌است.

## شرکت‌های هواپیمایی و مقصدهای پروازی
| شرکت‌های هواپیمایی                   | مقصدهای پروازی                          |
| ----------------------------------- | --------------------------------------- |
| آل نیپون ایرویز                     | هانه‌دا                                  |
| آل نیپون ایرویز اجرا توسط ANA Wings | چوبو سنترایر، اوساکا، نیو چیتوز، هانه‌دا |
| چاینا ایرلاینز                      | چارتر: تائویوان تایوان                  |
| اوا ایر                             | چارتر: تائویوان تایوان                  |
| خطوط هوایی ژاپن                     | هانه‌دا چارتر: کانزای                    |
| خطوط هوایی ژاپن اجرا توسط جی-ایر    | اوساکا، نیو چیتوز                       |
| کورین ایر                           | فصلی: اینچئون                           |